# 星野庄三郎
星野 庄三郎（ほしの しょうざぶろう、1869年6月15日（明治2年5月6日） - 1931年（昭和6年）1月22日）は、日本の陸軍軍人。陸士2期、陸大14期。栄典は従三位勲一等功三級。最終階級は陸軍中将。

## 経歴
新潟県小千谷町（現小千谷市）出身。1891年（明治24年）7月、陸軍士官学校（2期）を卒業。翌年3月、工兵少尉任官。1900年（明治33年）12月、陸軍大学校（14期）を卒業。陸軍省軍務局軍事課勤務となる。
日露戦争に満州軍総司令部参謀として出征。1908年（明治41年）12月、工兵第18大隊長となり、1910年（明治43年）11月、工兵大佐に昇進。1912年（大正元年）9月、参謀本部要塞課長に就任。
1916年（大正5年）8月、陸軍少将に進級し参謀本部第3部長に着任。1918年のシベリア出兵においては東支鉄道の利権を主張し、アメリカから提案されたシベリア・東支鉄道国際管理案の受諾を求める幣原喜重郎外務次官と対立したが、翌年2月10日、協定は米国の要求を呑む形で締結された。
1919年（大正8年）7月、野戦交通部長に異動し、同年11月、陸軍中将に進んだ。1920年（大正9年）10月、参謀本部付、1921年（大正10年）3月、陸大校長となる。1922年（大正11年）2月、航空局長官に発令され、同年11月、第9師団長に親補された。1925年（大正14年）5月に待命、そして予備役に編入された。

## 年譜
- 1889年（明治22年）11月 - 陸軍士官学校入校
- 1891年（明治24年）7月20日 - 陸軍士官学校卒業
- 1892年（明治25年）3月21日 - 陸軍工兵少尉任官
- 1897年（明治30年）
- 1897年（明治30年）
  - 10月25日 - 大尉、工兵第2大隊中隊長[4]
  - 12月28日 - 陸軍大学校入校
- 1900年（明治33年）12月20日 - 陸軍大学校卒業
- 1904年（明治37年）6月20日 - 満州軍参謀（～明治38年6月23日）
- 1908年（明治41年）12月21日 - 工兵第18大隊長
- 1910年（明治43年）11月30日 - 陸軍工兵大佐昇進
- 1912年（大正元年）9月28日 - 参謀本部要塞課長
- 1916年（大正5年）8月18日 - 陸軍少将昇進 参謀本部第三部長
- 1919年（大正8年）
  - 7月25日 - 野戦交通部長
  - 11月1日 - 陸軍中将昇進
- 1920年（大正9年）
  - 10月28日 - 参謀本部附
  - 11月1日 - 勲一等旭日大綬章
- 1921年（大正10年）3月11日 - 陸軍大学校長
- 1922年（大正11年）
  - 2月8日 - 航空局長官
  - 11月24日 - 第9師団長
  - 12月11日 - 正四位
- 1925年（大正14年）
  - 5月1日 - 待命
  - 5月25日 - 予備役編入
  - 6月24日 - 従三位

## 栄典・授章・授賞
位階
- 1892年（明治25年）7月6日 - 正八位[5]
- 1895年（明治28年）2月13日 - 従七位[6]
- 1897年（明治30年）12月15日 - 正七位[7]
- 1922年（大正11年）12月11日 - 正四位[8]
- 1925年（大正14年）6月24日 - 従三位[9]

勲章
- 1920年（大正9年）11月1日 - 勲一等旭日大綬章・功三級金鵄勲章・大正三年乃至九年戦役従軍記章[10]
- 勲二等瑞宝章

外国勲章佩用允許
- 1927年（昭和2年）2月1日 - ポーランド・オドロゼニアポルスキー勲章コマンドール[11]
- 1930年（昭和15年）7月24日 -  一九一六年乃至一九一八年戦役記念十字章（ro）[1]
- ポーランド復興星附コマンドルスキ十字勲章
- 二等文虎勲章
- 戦功十字章（en）
- チェコスロバキア従軍十字章1918年章（en）

## 親族
- 弟 星野利元（陸軍中将）